# San Benedetto Challenger 1981
Il San Benedetto Challenger 1981 è stato un torneo di tennis facente parte della categoria ATP Challenger Series nell'ambito dell'ATP Challenger Series 1981. Il torneo si è giocato a San Benedetto del Tronto in Italia dal 3 al 9 agosto 1981 su campi in terra rossa.

## Vincitori

### Singolare
Adriano Panatta ha battuto in finale  Corrado Barazzutti con il punteggio di 6–3, 6–2

### Doppio
Paolo Bertolucci /  Adriano Panatta hanno battuto in finale  Marco Alciati /  Mike Barr con il punteggio di 6–4, 6–3